# Austrolestes minjerriba
Austrolestes minjerriba – gatunek ważki z rodziny pałątkowatych (Lestidae).